# 木下マイスター東京
木下マイスター東京（きのしたマイスターとうきょう、英: Kinoshita-Meister Tokyo）は、日本のプロ卓球チーム。本拠地は東京都。Tリーグ所属。

## 概要
木下マイスター東京は2018年から開幕したTリーグに所属する卓球のクラブチーム。圧倒的な力を見せるという意味でドイツ語からマイスターを取った。

## 歴史
- 2018年10月25日、開幕戦のT.T彩たま戦で勝利をあげた[2]。
- 2019年3月17日、プレーオフ ファイナルで岡山リベッツに勝利して初代王者に輝いた[3]。

## 成績
| シーズン | 試合数 | 勝利数 | 敗戦数 | 獲得 マッチ | 喪失 マッチ | 得失 マッチ | 勝ち点 | シーズン順位 | プレーオフ |
| 2018-19  | 21     | 14     | 7      | 52          | 39          | 13          | 47     | 1位          | 優勝       |
| 2019-20  | 21     | 15     | 6      | 52          | 37          | 15          | 47     | 1位          | 優勝       |
| 2020-21  | 21     | 13     | 8      | 55          | 38          | 17          | 47     | 1位          | 準優勝     |
| 2021-22  | 21     | 15     | 6      | 54          | 39          | 15          | 49     | 1位          | 優勝       |

## 選手とスタッフ

### 選手
| 背番号          | 国           | 選手名   | ランク | 戦型                 | 備考 |
| #1              | 日本の旗     | 松島輝空 | ☆4     | 左シェークドライブ型 |      |
| #7              | 日本の旗     | 田添健汰 | ☆      | 右シェークドライブ型 |      |
| #17             | 中華民国の旗 | 林昀儒   | ☆5     | 左シェークドライブ型 |      |
| #22             | 日本の旗     | 大島祐哉 | ☆2     | 右シェークドライブ型 |      |
| #26             | 日本の旗     | 萩原啓至 | ☆      | 左シェークドライブ型 |      |
| #36             | 日本の旗     | 大野颯真 | ☆      | 右シェークドライブ型 |      |
| #39             | 日本の旗     | 横谷晟   | ☆2     | 右シェークドライブ型 |      |
| #99             | 日本の旗     | 吉村和弘 | ☆      | 右シェークドライブ型 |      |
| 2024-25シーズン |              |          |        |                      |      |

### スタッフ
| 役職            | 氏名     | 備考 |
| 監督代行        | 王凱     |      |
| コーチ          | 偉関晴光 |      |
| 2024-25シーズン |          |      |

## 歴代所属選手
- 田添響（2018年 - 2020年）
- ホウ エイチョウ（2018年 - 2021年）
- 松平健太（2018年 - 2019年）
- 宇田幸矢（2019年 - 2020年）
- 丹羽孝希（2019年 - 2020年）
- マルコス・フレイタス（2019年 - 2020年）
- 水谷隼（2018年 - 2022年）
- 張本智和（2018年 - 2022年）